# Navalosa

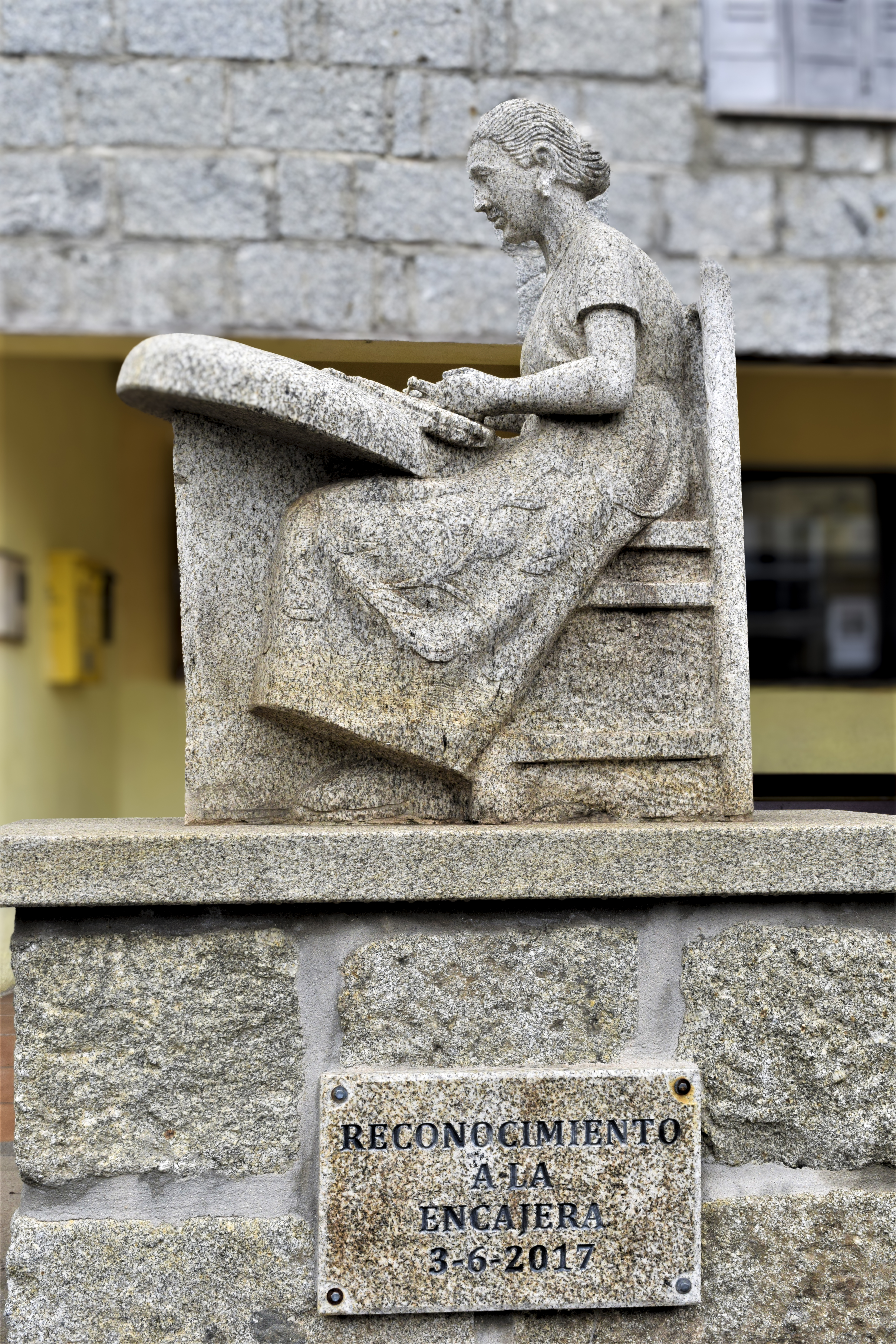
Escultura homenaje a la Encajera

Navalosa es un municipio y localidad española de la provincia de Ávila, en la comunidad autónoma de Castilla y León. En 2017 el término municipal contaba con una población de 326 habitantes.

## Geografía
Navalosa es un pueblo de la provincia de Ávila, situado en la zona de la sierra de Gredos, en el valle del alto Alberche. Está a 59 km de Ávila y 139 km de Madrid. Pasa por el pueblo la carretera AV-905 (antigua C-500), carretera a la que se accede desde la N-403 a la altura de El Barraco, o bien desde el desvío en la N-502 a la altura de la Venta del Obispo, carretera que conduce también hasta el Parador Nacional de Gredos. La localidad está situada a una altitud de 1304 m sobre el nivel del mar.
| Noroeste: Hoyocasero          | Norte: Navaquesera                       | Noreste: Navatalgordo     |
| Oeste: Hoyocasero             |                                          | Este: Villanueva de Ávila |
| Suroeste: Villarejo del Valle | Sur: Serranillos y San Esteban del Valle | Sureste: Navarrevisca     |

## Historia
Hacia mediados del siglo XIX, el lugar tenía contabilizada una población de 515 habitantes. Aparece descrito en el decimosegundo volumen del Diccionario geográfico-estadístico-histórico de España y sus posesiones de Ultramar de Pascual Madoz de la siguiente manera:

NAVALOSA: l. con ayunt. de la prov., part. jud. y dióc. de Avila (7 leg.), aud. terr., de Madrid (22), c. g. de Castilla la Vieja (Valladolid 29): sit. á orillas del r. Alberche: le combaten todos los vientos y su clima es mediano. Tiene 155 casas de inferior construccion, distribuidas en varias calles y una plaza; hav casa de ayunt. que á la par sirve de cárcel; escuela de primeras letras comun á ambos sexos, y una igl, parr. (Ntra. Sra. de la Blanca) con curato de primer ascenso y de presentacion de S. M. El térm. confina con los de Hoyocasero, Navatalgordo y Navarevisca; y comprende 5,208 fan.: 400 de tierras cultivadas y 150 de incultas: le cruza el citado r. Alberche. El terreno es de mediana calidad. caminos: de herradura que dirigen á los pueblos limítrofes: el correo se recibe en la cab. del part. prod.: trigo, lino, centeno, legumbres, frutas y pastos; mantiene ganado lanar y vacuno; y cria caza menor. pobl.: 123 vec., 515 alm. cap. prod.: 1.725,000 rs. imp.: 69,000. ind.: 6,250. contr.: 6,407 rs. 12 mrs.
(Madoz, 1849, p. 61)

## Demografía
Navalosa cuenta con una población de 324 habitantes (INE 2024).
| Gráfica de evolución demográfica de Navalosa entre 1842 y 2021                                                        |
| |
| Población de derecho según los censos de población del INE. Población de hecho según los censos de población del INE. |

## Símbolos
El escudo heráldico y la bandera que representan al municipio fueron aprobados el 29 de abril de 2001. El escudo se blasona de la siguiente manera:

Escudo partido. Primero:De gules con 9 roeles de oro puestos en 3 palos. Segundo: De gules con una choza de plata. Cortado de sinople con un puente de oro, de dos ojos, puesto sobre ondas de plata y azur. Timbrado de la Corona Real española.
Boletín Oficial de Castilla y León nº 113 de 12 de junio de 2001

La descripción de la bandera es la siguiente:

Bandera: Cuadrada en colores verde, amarillo y rojo, con el Escudo en el centro.
Boletín Oficial de Castilla y León nº 113 de 12 de junio de 2001

## Fiestas

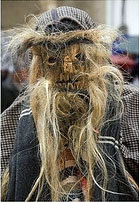
Cucurrumacho

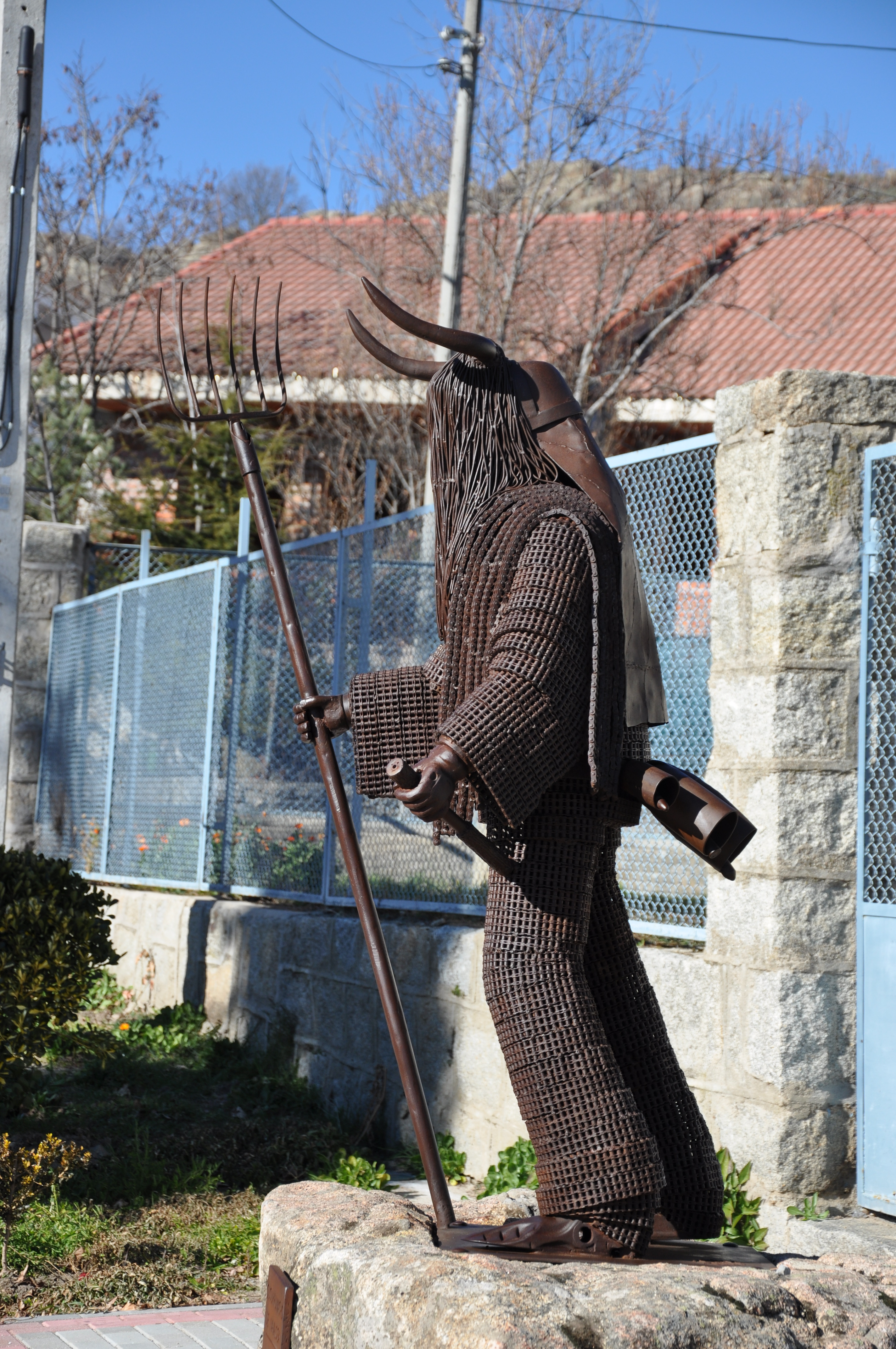
Estatua de Cucurrumacho

Son característicos de la localidad los festejos celebrados durante el carnaval denominados como «cucurrumachos». En esta tradición, de origen no determinado con exactitud —bien podría entroncar con tradiciones de exaltación ganadera, con un sustrato celta o con las similares festas do entroido gallegas precristianas—, desfilan por la ciudad un pequeño número de lugareños disfrazados de seres malignos de aspecto atemorizante —los cucurrumachos— con máscaras confeccionadas de pelo y cuerno, bailando y haciendo sonar sus cencerros.